# Lijst van rijksmonumenten aan de Nieuwe Keizersgracht
Een overzicht van de 45 rijksmonumenten aan de Nieuwe Keizersgracht in Amsterdam.
| Object | Oorspronkelijke functie?  | Bouwjaar                                 | Architect             | Locatie                       | Coördinaten?                  | Nr.?   | Afbeelding |
| --- | ------------------------- | ---------------------------------------- | --------------------- | ----------------------------- | ----------------------------- | ------ | --- |
| Tehuis en kantoorgebouw in Neo-Hollandse Renaissance stijl ten behoeve van de Van Limmikstichting                   | Sociale zorg, liefdadigh. | 1894-1895                                | C.B. Posthumus Meyjes | Nieuwe Keizersgracht 1A       | 52° 21' 55" NB, 4° 54' 15" OL | 518475 | Tehuis en kantoorgebouw in Neo-Hollandse Renaissance stijl ten behoeve van de Van Limmikstichting                   |
| Tehuis in eclectische trant in opdracht van de Stichting Nederduits Hervormde Gemeente                              | Woonhuis                  | 1877-1878                                | P.J. Hamer            | Nieuwe Keizersgracht 9A t/m F | 52° 21' 55" NB, 4° 54' 17" OL | 518476 | Tehuis in eclectische trant in opdracht van de Stichting Nederduits Hervormde Gemeente                              |
| Pand met halsgevel                                                                                                  | Gebouw                    | ca. 1725                                 |                       | Nieuwe Keizersgracht 15       | 52° 21' 56" NB, 4° 54' 21" OL | 2764   | Pand met halsgevel                                                                                                  |
| Pand met halsgevel                                                                                                  | Gebouw                    | ca. 1725                                 |                       | Nieuwe Keizersgracht 17       | 52° 21' 56" NB, 4° 54' 22" OL | 2765   | Pand met halsgevel                                                                                                  |
| Pand met halsgevel                                                                                                  | Gebouw                    | ca. 1725                                 |                       | Nieuwe Keizersgracht 19       | 52° 21' 56" NB, 4° 54' 21" OL | 2766   | Pand met halsgevel                                                                                                  |
| Pand met gevel onder verhoogde lijst                                                                                | Gebouw                    | eerste kwart 18e eeuw                    |                       | Nieuwe Keizersgracht 35       | 52° 21' 56" NB, 4° 54' 23" OL | 2767   | Meer afbeeldingen                                                                                                   |
| Pand met gevel onder verhoogde lijst                                                                                | Gebouw                    | eerste kwart 18e eeuw                    |                       | Nieuwe Keizersgracht 37       | 52° 21' 56" NB, 4° 54' 24" OL | 2768   | Meer afbeeldingen                                                                                                   |
| Pand met gevel onder verhoogde lijst                                                                                | Gebouw                    | eerste kwart 18e eeuw                    |                       | Nieuwe Keizersgracht 39       | 52° 21' 56" NB, 4° 54' 24" OL | 2769   | Meer afbeeldingen                                                                                                   |
| Pakhuis met gepleisterde gevel bekroond door klokvormige top                                                        | Gebouw                    | 18e eeuw (kern)                          |                       | Nieuwe Keizersgracht 41       | 52° 21' 56" NB, 4° 54' 24" OL | 2770   | Meer afbeeldingen                                                                                                   |
| Pakhuis met gepleisterde gevel bekroond door klokvormige top                                                        | Gebouw                    | 18e eeuw (kern)                          |                       | Nieuwe Keizersgracht 43       | 52° 21' 56" NB, 4° 54' 24" OL | 2771   | Meer afbeeldingen                                                                                                   |
| Pand met halsgevel                                                                                                  | Gebouw                    | tweede kwart 18e eeuw                    |                       | Nieuwe Keizersgracht 51       | 52° 21' 57" NB, 4° 54' 25" OL | 2772   | Meer afbeeldingen                                                                                                   |
| Pand met halsgevel met borstbeeld                                                                                   | Gebouw                    | 1728/29 (borstbeeld)                     |                       | Nieuwe Keizersgracht 55       | 52° 21' 57" NB, 4° 54' 26" OL | 2773   | Meer afbeeldingen                                                                                                   |
| Pand met halsgevel met borstbeeld                                                                                   | Gebouw                    | 1728/29 (borstbeeld)                     |                       | Nieuwe Keizersgracht 57       | 52° 21' 57" NB, 4° 54' 26" OL | 2774   | Meer afbeeldingen                                                                                                   |
| Pand met gevel onder rechte lijst                                                                                   | Gebouw                    | 18e/19e eeuw                             |                       | Nieuwe Keizersgracht 59       | 52° 21' 57" NB, 4° 54' 26" OL | 2775   | Meer afbeeldingen                                                                                                   |
| Pand met gevel onder rechte lijst met rozetten                                                                      | Gebouw                    | 18e/19e eeuw                             |                       | Nieuwe Keizersgracht 61       | 52° 21' 57" NB, 4° 54' 26" OL | 2776   | Meer afbeeldingen                                                                                                   |
| Pand met gevel onder rechte lijst empire deur, snijraam en roedenverdeling                                          | Gebouw                    | 18e/19e eeuw                             |                       | Nieuwe Keizersgracht 63       | 52° 21' 57" NB, 4° 54' 27" OL | 2777   | Meer afbeeldingen                                                                                                   |
| Pand met gevel onder rechte lijst                                                                                   | Gebouw                    | 18e/19e eeuw                             |                       | Nieuwe Keizersgracht 65       | 52° 21' 57" NB, 4° 54' 27" OL | 2778   | Meer afbeeldingen                                                                                                   |
| Pand met gevel onder rechte lijst                                                                                   | Gebouw                    | 18e/19e eeuw                             |                       | Nieuwe Keizersgracht 67       | 52° 21' 57" NB, 4° 54' 27" OL | 2779   | Meer afbeeldingen                                                                                                   |
| Pand met halsgevel                                                                                                  | Gebouw                    | eerste kwart 18e eeuw                    |                       | Nieuwe Keizersgracht 4        | 52° 21' 52" NB, 4° 54' 11" OL | 2780   | Meer afbeeldingen                                                                                                   |
| Pand met gevel onder rechte lijst                                                                                   | Gebouw                    | 18e/19e eeuw                             |                       | Nieuwe Keizersgracht 12       | 52° 21' 52" NB, 4° 54' 12" OL | 2781   | Pand met gevel onder rechte lijst                                                                                   |
| Pand met gevel onder rechte lijst                                                                                   | Woonhuis                  | 18e/19e eeuw                             |                       | Nieuwe Keizersgracht 14       | 52° 21' 52" NB, 4° 54' 12" OL | 2782   | Pand met gevel onder rechte lijst                                                                                   |
| Pand met klokgevel                                                                                                  | Gebouw                    | 1733                                     |                       | Nieuwe Keizersgracht 16       | 52° 21' 52" NB, 4° 54' 13" OL | 2783   | Pand met klokgevel                                                                                                  |
| Pand met gevel onder rechte lijst en dak                                                                            | Gebouw                    | 18e/19e eeuw                             |                       | Nieuwe Keizersgracht 18       | 52° 21' 52" NB, 4° 54' 13" OL | 2784   | Pand met gevel onder rechte lijst en dak                                                                            |
| Pand met gevel onder rechte lijst                                                                                   | Gebouw                    | 18e/19e eeuw                             |                       | Nieuwe Keizersgracht 20       | 52° 21' 52" NB, 4° 54' 13" OL | 2785   | Meer afbeeldingen                                                                                                   |
| Pand met gevel onder rechte lijst met consoles en triglyfen                                                         | Gebouw                    | eerste kwart 18e eeuw                    |                       | Nieuwe Keizersgracht 22       | 52° 21' 52" NB, 4° 54' 14" OL | 2786   | Pand met gevel onder rechte lijst met consoles en triglyfen                                                         |
| Pand met halsgevel                                                                                                  | Gebouw                    | eerste kwart of tweede kwart 18e eeuw    |                       | Nieuwe Keizersgracht 24       | 52° 21' 53" NB, 4° 54' 14" OL | 2787   | Pand met halsgevel                                                                                                  |
| Pand met gevel onder rechte lijst met consoles en triglyfen                                                         | Gebouw                    | 18e/19e eeuw                             |                       | Nieuwe Keizersgracht 26       | 52° 21' 53" NB, 4° 54' 14" OL | 2788   | Pand met gevel onder rechte lijst met consoles en triglyfen                                                         |
| Van Brants Rus Hofje                                                                                                | Woonhuis                  | 1732-1734 (gesticht)                     |                       | Nieuwe Keizersgracht 28       | 52° 21' 53" NB, 4° 54' 15" OL | 2789   | Meer afbeeldingen                                                                                                   |
| Pand met gevel onder rechte lijst vormt onderdeel van de gevelcompositie 46-48-50                                   | Gebouw                    | 1776                                     |                       | Nieuwe Keizersgracht 46       | 52° 21' 53" NB, 4° 54' 15" OL | 2790   | Pand met gevel onder rechte lijst vormt onderdeel van de gevelcompositie 46-48-50                                   |
| Pand met gevel, risaliet vormend ten opzichte van die van 46 en 50, onder rechte lijst waarop gebogen fronton       | Gebouw                    | 1776                                     |                       | Nieuwe Keizersgracht 48       | 52° 21' 53" NB, 4° 54' 16" OL | 2791   | Pand met gevel, risaliet vormend ten opzichte van die van 46 en 50, onder rechte lijst waarop gebogen fronton       |
| Pand met gevel onder rechte lijst vormt onderdeel van de gevelcompositie 46-48-50                                   | Gebouw                    | 1776                                     |                       | Nieuwe Keizersgracht 50A      | 52° 21' 53" NB, 4° 54' 16" OL | 2792   | Meer afbeeldingen                                                                                                   |
| Pand met gevel onder rechte lijst                                                                                   | Gebouw                    | 18e/19e eeuw                             |                       | Nieuwe Keizersgracht 52       | 52° 21' 53" NB, 4° 54' 16" OL | 2793   | Meer afbeeldingen                                                                                                   |
| Pand met gevel onder rechte lijst met consoles                                                                      | Gebouw                    | tweede kwart 18e eeuw                    |                       | Nieuwe Keizersgracht 54       | 52° 21' 53" NB, 4° 54' 16" OL | 2794   | Meer afbeeldingen                                                                                                   |
| Pand met gevel onder rechte lijst met consoles                                                                      | Gebouw                    | tweede kwart 18e eeuw                    |                       | Nieuwe Keizersgracht 56       | 52° 21' 53" NB, 4° 54' 17" OL | 2795   | Meer afbeeldingen                                                                                                   |
| Dubbel huis met gevel onder gesneden lijst met balustrade                                                           | Gebouw                    | 18e eeuw                                 |                       | Nieuwe Keizersgracht 58       | 52° 21' 53" NB, 4° 54' 17" OL | 2796   | Meer afbeeldingen                                                                                                   |
| Pand met halsgevel                                                                                                  | Gebouw                    | tweede kwart 18e eeuw                    |                       | Nieuwe Keizersgracht 60       | 52° 21' 53" NB, 4° 54' 18" OL | 2797   | Pand met halsgevel                                                                                                  |
| Pand met halsgevel                                                                                                  | Gebouw                    | eerste of tweede kwart 18e eeuw          |                       | Nieuwe Keizersgracht 62       | 52° 21' 53" NB, 4° 54' 18" OL | 2798   | Meer afbeeldingen                                                                                                   |
| Pand met 18e-eeuwse gevel onder rechte lijst met consoles                                                           | Gebouw                    | 18e/19e eeuw                             |                       | Nieuwe Keizersgracht 64       | 52° 21' 53" NB, 4° 54' 18" OL | 2799   | Meer afbeeldingen                                                                                                   |
| Pand met halsgevel                                                                                                  | Gebouw                    | eerste kwart 18e eeuw                    |                       | Nieuwe Keizersgracht 66       | 52° 21' 53" NB, 4° 54' 18" OL | 2800   | Meer afbeeldingen                                                                                                   |
| Pand, verbouwd en van het huidige dak voorzien pand. De toen verhoogde gevel wordt afgesloten door een rechte lijst | Gebouw                    | 18e eeuw tweede helft 19e eeuw (verbouw) |                       | Nieuwe Keizersgracht 68       | 52° 21' 53" NB, 4° 54' 18" OL | 2801   | Pand, verbouwd en van het huidige dak voorzien pand. De toen verhoogde gevel wordt afgesloten door een rechte lijst |
| Pand met klokgevel                                                                                                  | Gebouw                    | derde kwart 19e eeuw                     |                       | Nieuwe Keizersgracht 90       | 52° 21' 54" NB, 4° 54' 23" OL | 2802   | Meer afbeeldingen                                                                                                   |
| Pand met klokgevel                                                                                                  | Gebouw                    | derde kwart 19e eeuw                     |                       | Nieuwe Keizersgracht 92       | 52° 21' 54" NB, 4° 54' 23" OL | 2803   | Meer afbeeldingen                                                                                                   |
| Occo Hofje | Gebouw                    | 1774                                     |                       | Nieuwe Keizersgracht 94       | 52° 21' 55" NB, 4° 54' 24" OL | 2804   | Meer afbeeldingen                                                                                                   |
| 2e gebouw van Lutherse Diaconiehuis                                                                                 | Gebouw                    | tweede helft 19e eeuw                    |                       | Nieuwe Keizersgracht 122      | 52° 21' 54" NB, 4° 54' 35" OL | 2806   | 2e gebouw van Lutherse Diaconiehuis                                                                                 |
| Luthers Diaconiehuis: hoofdgebouw                                                                                   | Gezondheidszorg           | 1767-1771                                |                       | Nieuwe Keizersgracht 570      | 52° 21' 55" NB, 4° 54' 33" OL | 525060 | Meer afbeeldingen                                                                                                   |